# Cetsün Sherab Chungne
| Tibetische Bezeichnung                                              |
| ------------------------------------------------------------------- |
| Tibetische Schrift: ལྕེ་བཙུན་ཤེས་རབ་འབྱུང་གནས                             |
| Wylie-Transliteration: lce btsun shes rab 'byung gnas               |
| Andere Schreibweisen: Cetsün Sherab Chungne; Chetsun Sherab Jungnay |
| Chinesische Bezeichnung                                             |
| Vereinfacht: 杰尊•喜饶郡乃; 结•喜饶窘乃                             |
| Pinyin:Jiezun Xirao Junnai; Jie Xirao Jiongnai                      |

Cetsün Sherab Chungne (tib. lce btsun shes rab 'byung gnas; geb. 11. Jahrhundert; gest. 12. Jahrhundert) war ein Geistlicher der auf Butön Rinchen Drub (1290–1364) zurückgehenden Shalu-Schule, einer Unterschule der Sakya-Schule des tibetischen Buddhismus. Er ist der Gründer des Klosters Shalu (1040).